# 大阪高知特急フェリー
大阪高知特急フェリー（おおさかこうちとっきゅうフェリー）は、かつて存在した海運会社。大阪南港と高知港を結ぶフェリー航路を運航していた。本社は高知県高知市にあった。

## 沿革
- 1970年4月18日 - 大阪高知フェリー株式会社を設立。
- 1971年4月1日 - 大阪高知フェリーが関西汽船から阪神 - 甲浦 - 高知の旅客船航路を船舶とも買収、運航を開始する。
  - 9月 - 土佐特急フェリー、大阪 - 高知航路に「とさ」就航。
    - 大阪高知フェリー「フェリーかつら」就航、大阪 - 高知直航・フェリー化。

  - 12月 - 大阪高知フェリー「フェリーなにわ」就航により完全フェリー化。在来客船は引退、係船[1]。
- 1972年9月13日 - 大阪高知フェリーが土佐特急フェリー株式会社を合併し、大阪高知特急フェリー株式会社に商号変更。
- 1975年5月11日 - 乗船率の低い朝便の運航を休止[2]
- 1981年4月25日 - 「ニューかつら」が就航。当時では珍しいエスカレーターを設置。
- 1990年3月 - 「ニューとさ」が就航。
- 1994年7月16日 - 本店を大阪市住之江区南港南二丁目3番44号に移転｡
- 1996年1月29日 - 本店を大阪市中央区南船場四丁目12番12号に移転｡
- 1997年12月1日 - 本店を高知市はりまや町一丁目5番1号に移転｡
- 2000年8月19日 - 「フェリーこうち」が就航。
- 2001年12月10日 - あしずり港（高知県土佐清水市） - 甲浦港（高知県安芸郡東洋町） - 大阪南港間に就航していた高知シーライン（旧・室戸汽船）の航路休止に伴い、高知港での待機時間を利用して、航路を引き継ぐ形であしずり港への運航が開始。
- 2004年
  - 4月10日 - あしずり港への運航が休止。
  - 8月1日 - 本店を高知市桟橋通六丁目10番23号に移転。
  - 8月28日 - 甲浦港に隔日寄航するようになる。
- 2005年
  - 1月 - 週4往復の運航に減便[3]、「ニューかつら」引退。
  - 3月30日 - 高知地方裁判所に自己破産（負債総額41億2,300万円）の申し立てをし、翌3月31日に破産手続開始が決定した。運航は継続。
  - 6月30日 - 大阪からの最終便が高知に到着し、35年の歴史に幕を閉じる。
  - 11月18日 - 新会社の設立による単独での航路再開を正式に断念。
- 2006年6月16日 - 費用不足により破産手続廃止の決定が確定し会社は消滅。

## 航路
大阪 - 高知直航の時期が大半だったが、最終的には運航開始時とほぼ同じ航路となっていた。
1971年4月
- 大阪港(弁天埠頭) - 甲浦港 - 高知港

関西汽船から継承した旅客船航路
1971年9月、フェリー化に伴い発着場所変更
- 大阪南港 - 高知港

2001年12月、高知シーライン休航に伴い、土佐清水延航
- 大阪南港 - 高知港 - あしずり港

2004年4月に延航休止
2004年8月から休止まで
- 大阪南港 - 甲浦港 - 高知港

（所要時間：9時間25分～40分、毎日→週4日運航）

## 船舶
平和丸 (旅客船)
1948年2月竣工、1971年4月1日就航。三菱造船広島造船所建造、関西汽船から航路ごと買船
925.85総トン、全長65.25m、型幅9.80m、喫水3.35m、ディーゼル1基、機関出力2,000ps、航海速力14.00ノット、旅客定員518名
係船後、1974年解体
明石丸 (旅客船)
1948年竣工、1971年4月1日就航。三菱造船横浜造船所建造、関西汽船から航路ごと買船
1,115.43総トン、全長60.97m、型幅10.00m、喫水3.26m、ディーゼル1基、機関出力1,200ps、航海速力12ノット、旅客定員398名
係船後、1973年から明石海岸でレストランとして使用されたが、1980年に解体された。
とさ
1971年9月就航。3369.6総トン、全長104.6m、幅20.0m、航海速力18.3ノット（最大20ノット）。
旅客定員620名。車両積載数：トラック59台・乗用車41台。
1973年、関西汽船に移籍し、はやとも丸に改称。
フェリーかつら
1971年9月竣工。幸陽船渠建造。
4,693.95総トン、全長120.80m、型幅20.40m、型深さ6.80m、ディーゼル2基、機関出力8,000ps、航海速力17.28ノット。
旅客定員818名、トラック53台、乗用車54台。
1981年4月「ニューかつら」就航にともない引退。1982年2月関西汽船に用船され、「くるしま丸」就航まで松山 - 小倉フェリーに就航。1984年永雄商事に売船、1990年フィリピンに売却。
フェリーなにわ
1971年12月竣工、就航。幸陽船渠建造。「フェリーかつら」と同型。
4,714.52総トン、全長120.80m、幅20.40m、型深さ6.80m、ディーゼル2基、機関出力8,000ps、航海速力17.28ノット、最大速力19.5ノット。
旅客定員818名。車両積載数：8tトラック60台、乗用車80台。
1990年、「ニューとさ」就航にともない引退し、シンガポールに売却。
ニューかつら
1981年4月就航。6,772総トン、全長140.0m、幅22.7m、最大速力23.5ノット。
旅客定員1,000名。車両積載数：8tトラック99台、乗用車48台。
2006年、フィリピンに売却。
ニューとさ
1990年3月就航。6,939総トン、全長141.5m、幅23.0m、最大速力24.0ノット。
旅客定員1,000名。車両積載数：8tトラック103台、乗用車35台。
「ニューかつら」と同型船。2000年8月、「フェリーこうち」就航にともない引退し、ギリシャに売却。
フェリーこうち
2000年8月就航。4,138総トン、全長118.1m、幅21.0m、航海速力19.4ノット（最大22.18ノット）。
旅客定員350名。車両積載数：8tトラック73台、乗用車10台。
航路休止時まで運航された。2006年4月、ギリシャに売却。

## バスとの連携
高知県交通および土佐電気鉄道の路線バスがフェリー発着に合わせて、航路休止まで高知港から高知県交通は中村駅および梼原ならびに高知駅・高知営業所を結ぶ路線、土佐電気鉄道は安芸とを結ぶ路線が運行されていた。
高知県交通ではバス運賃が割引となる連絡乗車（船）券も存在していた。

## 提供番組
はらたいらのおらんく風土記（テレビ高知・過去）